# Station Saint-Égrève-Saint-Robert
Station Saint-Égrève-Saint-Robert is een spoorwegstation in de Franse gemeente Saint-Égrève.